# Bruno Saby
Bruno Saby (23 de febrero de 1949, Grenoble, Francia) es un piloto de rally francés actualmente retirado, que ha competido en el Campeonato del Mundo de Rally, obteniendo 2 victorias, y en el Rally Dakar ganador en 1993, con un Mitsubishi.

## Trayectoria
En 1981, Saby fue Campeón de Rally de Francia con un Renault 5 Turbo. Durante su carrera profesional como piloto del Campeonato Mundial de Rally compitió para los equipos de Renault, Peugeot y Lancia, obteniendo dos victorias en dicha competición. Su primer triunfo lo consiguió con un Peugeot 205 T16 en 1986 el Rally Tour de Corse, en este rally Henri Toivonen y su copiloto Sergio Cresto murieron. Su otra victoria fue con el equipo Lancia en 1988 en el Rally de Monte Carlo.
En la actualidad Saby es conductor para el equipo Volkswagen Raid y aun participa en Incursiones de Rally y en el Rally Dakar, este último lo ganó en 1993.

## Resultados

### Completos WRC
| Año  | Equipo                | Automóvil                  | 1       | 2       | 3       | 4       | 5       | Pos. | Puntos |
| ---- | --------------------- | -------------------------- | ------- | ------- | ------- | ------- | ------- | ---- | ------ |
| 1973 | Bruno Saby            | Renault 12 Gordini         | MON Ret |         |         |         |         | -    | -      |
| 1974 | Bruno Saby            | Opel Ascona 19             | FIN NF  |         |         |         |         | -    | -      |
| 1976 | Bruno Saby            | Abarth Autobianchi A 112   | MON Ret |         |         |         |         | -    | -      |
| 1978 | Bruno Saby            | Abarth Autobianchi A 112   | MON Ret |         |         |         |         | -    | -      |
| 1978 | Bruno Saby            | Alpine-Renault A110 1600   |         | GBR Ret |         |         |         | -    | -      |
| 1979 | Renault Elf Calberson | Renault 5 Alpine           | MON Ret | CDM Ret |         |         |         | -    | 0      |
| 1980 | Bruno Saby            | Renault 5 Alpine           | MON 15  |         |         |         |         | 28º  | 10     |
| 1980 | Garage Galtier        | Renault 5 Turbo            |         | FRA 4   |         |         |         | 28º  | 10     |
| 1981 | Renault Elf           | Renault 5 Turbo            | MON Ret | FRA Ret | GBR Ret |         |         | -    | 0      |
| 1982 | Garage Galtier        | Renault 5 Turbo            | MON 5   |         |         |         |         | 9º   | 26     |
| 1982 | Renault Sodicam Elf   | Renault 5 Turbo            |         | FRA 5   |         |         |         | 9º   | 26     |
| 1982 | Renault Sport Elf     | Renault 5 Turbo            |         |         | CDM 4   |         |         | 9º   | 26     |
| 1983 | Philips Auto Radio    | Renault 5 Turbo            | MON 13  | FRA 5   |         |         |         | 20º  | 9      |
| 1984 | Philips Auto Radio    | Renault 5 Turbo            | MON Ret | FRA Ret | FIN 8   |         |         | 50º  | 3      |
| 1985 | Peugeot Talbot Sport  | Peugeot 205 Turbo 16       | MON 5   | KEN Ret |         |         |         | 11º  | 23     |
| 1985 | Peugeot Talbot Sport  | Peugeot 205 Turbo 16 E2    |         |         | FRA 2   | ITA Ret |         | 11º  | 23     |
| 1986 | Peugeot Talbot Sport  | Peugeot 205 Turbo 16 E2    | MON 6   | FRA 1   | GRI 3   | ARG Ret | SRM Ret | 7º   | 38     |
| 1987 | Martini Lancia        | Lancia Delta HF 4WD        | MON Ret | FRA Ret |         |         |         | 21º  | 15     |
| 1987 | Team Chardonnet       | Lancia Delta HF 4WD        |         |         | ITA 2   |         |         | 21º  | 15     |
| 1988 | Martini Lancia        | Lancia Delta HF 4WD        | MON 1   |         |         |         |         | 6º   | 32     |
| 1988 | Martini Lancia        | Lancia Delta Integrale     |         | FRA 3   |         |         |         | 6º   | 32     |
| 1989 | Martini Lancia        | Lancia Delta Integrale     | MON 3   |         |         |         |         | 25º  | 12     |
| 1989 | Lancia France         | Lancia Delta Integrale     |         | FRA Ret |         |         |         | 25º  | 12     |
| 1990 | Lancia Fina           | Lancia Delta Integrale 16V | MON 6   | FRA 4   |         |         |         | 15º  | 16     |
| 1991 | Lancia Fina           | Lancia Delta Integrale 16V | MON 6   |         | GBR 9   |         |         | 33   | 8      |
| 1991 | Martini Lancia        | Lancia Delta Integrale 16V |         | FRA Ret |         |         |         | 33   | 8      |

- Referencias[2]

### Rally Dakar
| Año     | Clase  | Vehículo   | Posición | Victorias de etapa |
| ------- | ------ | ---------- | -------- | ------------------ |
| 1992    | Coches | Mitsubishi | 27.º     | 1                  |
| 1993    | Coches | Mitsubishi | 1.º      | 2                  |
| 1994    | Coches | Mitsubishi | Ret.     | 1                  |
| 1995    | Coches | Mitsubishi | 2.º      | 3                  |
| 1996    | Coches | Mitsubishi | 7.º      | 1                  |
| 1997    | Coches | Mitsubishi | 3.º      | 1                  |
| 1998    | Coches | Mitsubishi | 3.º      | 4                  |
| 2000    | Coches | Ford       | 7.º      | -                  |
| 2001    | Coches | Ford       | 13.º     | -                  |
| 2002    | Coches | Ford       | Ret.     | -                  |
| 2004    | Coches | Volkswagen | 6.º      | -                  |
| 2005    | Coches | Volkswagen | 5.º      | 2                  |
| 2006    | Coches | Volkswagen | 8.º      | -                  |
| 2007    | Coches | Fiat       | Ret.     | -                  |
| Fuente: |        |            |          |                    |